# Fußball-Club Stahl 1998 Brandenburg e. V.
Fußball-Club Stahl 1998 Brandenburg e.V. é uma agremiação esportiva alemã, fundada a 20 de novembro de 1945.

## História
O clube foi formado em 1950 como BSG Einheit Brandenburg e jogou suas primeiras temporadas na divisão II da Alemanha Oriental de futebol. Tomou o nome de BSG Stahl Brandenburg, em 1955, para refletir o apoio da empresa siderúrgica local. Com esse apoio, o clube conseguiu montar times competitivos, oferecendo salários atraentes para os refugos de outros times. A estratégia atraiu alguns jogadores capazes em suas fileiras e os ajudou a desenvolver uma sólida base de fãs. A equipe ganhou a promoção para a DDR-Oberliga na temporada 1984-1985 e atuou nessa divisão até a reunificação alemã em 1990. Depois de uma mudança de nome para BSV Stahl Brandenburg, passou a temporada 1991-1992 na 2. Bundesliga Nord. Em 1993, com o fechamento da siderúrgica local e a perda de seu apoio financeiro ", stahl foi retirada do nome da equipe.
Até o final da década de 90, a equipe se viu atolada em dificuldades financeiras. O clube declarou falência em 1998 e rapidamente foi reformado como FC Stahl Brandenburg, mas continuou a tropeçar. Em 2002, em uma jogada desesperada para salvar-se da bancarrota, houve uma fusão com o rival Brandenburg Süd 05 para formar o FC Brandenburg, mas a iniciativa só foi tão longe na união de partes dos times de jovens. Com os protestos de fãs de ambos os lados, e mais problemas financeiros, causaram a dissolução da fusão no ano seguinte. Atualmente o FC Stahl Brandenburg disputa a Brandenburg-Liga (VI).

## Sucessos
- Taça UEFA: participação em 1986-1987;
- Excelência (DDR-Oberliga): 1984-1985 - 1990-1991;
- 2. Bundesliga: 1991-1992;
- Copa do Estado de Brandemburgo: 1994;